# Ангідрит
Ангідри́т (рос. ангидрит: англ. anhydrite; нім. Anhydrit m, Anhydritgips m) — мінерал та гірська порода, що складається головно з цього мінералу. Ангідрит вперше був описаний у 1804 році Авраамом Готлобом Вернером (1749—1817), який назвав мінерал від грецького ἄνυδρος (anhydros) — «безводний».

## Етимологія та історія
Мінерал вперше був відкритий у 1794 році німецьким природознавцем Ніколаусом Пода фон Нейгаузом (1723—1798), який назвав його «Муріацит», помилково вважаючи, що це «соляне вапно» та соляна кислота. 
Проте пізніші аналізи могли довести, що це був «сульфат вапна», тобто безводний сульфат кальцію.
Французький мінералог Рене-Жюст Аюї (1743 — 1822) назвав його мінералом 1801, отже, згідно з цією властивістю як безводне сульфатне вапно. Німецький хімік Мартін Генріх Клапрот також підтвердив у 1803 році, що  «Муріацит» не містив соляної кислоти, оскільки він не був замутнений нітратом срібла «(розчин азотнокислого срібла)». Однак Клапрот залишив на розсуд мінералогів, чи залишити назву «Муріацит».
Через рік німецький геолог Авраам Ґотлоб Вернер (1749 — 1817) у своєму «Довіднику з мінералогії» ввів назву ангідрит, яка актуальна й сьогодні.
Типове місце — це соляні копальні поблизу Галль-ін-Тіроль в Австрії та калійні заводи поблизу Леопольдсхалль у Німеччині.
Типовий матеріал мінералу доступний у Фрайберзькій гірничій академії у Німеччині під номером каталогу16538.

## Мінерал

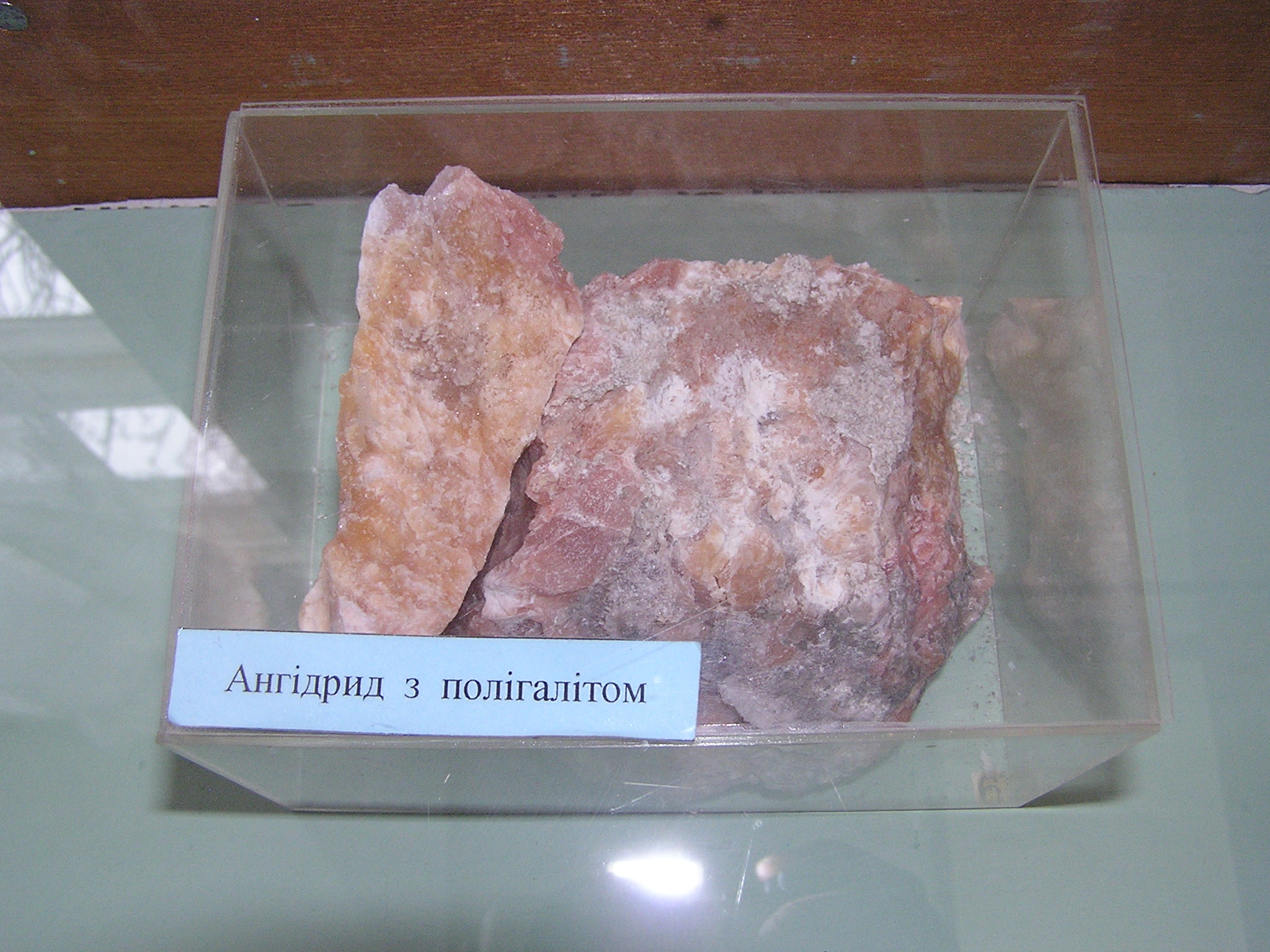
Ангідрит з полігалітом, експонати музею історії Трускавця

Ангідрит — мінерал, сульфат кальцію острівної будови CaSO4. Містить (%): CaO — 41,19; SO3 — 58,81. Домішки: Sr, Ba, MgO, Al2O3, SiO2. Сингонія ромбічна. Кристали ізометричні з пінакоїдальними гранями, також товстотаблитчасті, часто утворює масивні та дрібнозернисті агрегати. Густина 2,8-3,0. Твердість 3,0-3,5. Колір білий, блакитний, сіруватий, червонуватий. Блиск скляний. Злом нерівний до скалкуватого. Риса біла до сірувато-білої. Прозорий. Крихкий. При гідратації легко переходить у гіпс. Форми виділення — суцільні дрібнозернисті мармуроподібні маси, рідко — у вигляді кристалів.
Основний компонент осадових евапоритових відкладень і верхніх порід соляних куполів, зазвичай утворюється дегідратацією гіпсу; в магматичних породах, фумарольних відкладеннях і у гідротермальних трубах морського дна, також є продуктом зміни гідротермальних мінеральних родовищ.
Асоціація: гіпс, галіт, сильвін, полігаліт, доломіт, кальцит, магнезит, целестин, сірка.

## Гірська порода
Ангідрит — гірська порода, що складається з мінералу ангідриту (CaSO4) та домішок.
Зустрічається у вигляді суцільних зернистих мас білого, сіруватого та блакитного кольорів, прошарків і виділень серед осадових порід, які є відкладами лагун і морських басейнів, що усихають.
Кристали ангідриту призматичної форми, зустрічається рідко, головним чином у гідротермальних жилах, твердість— 3,0—3,5, питома вага — 2,8—3,0. На поверхні землі ангідрит з часом переходить у гіпс (CaSO4·2Н2О), вбираючи воду і збільшуючи об'єм (до 30 %).

## Різновиди

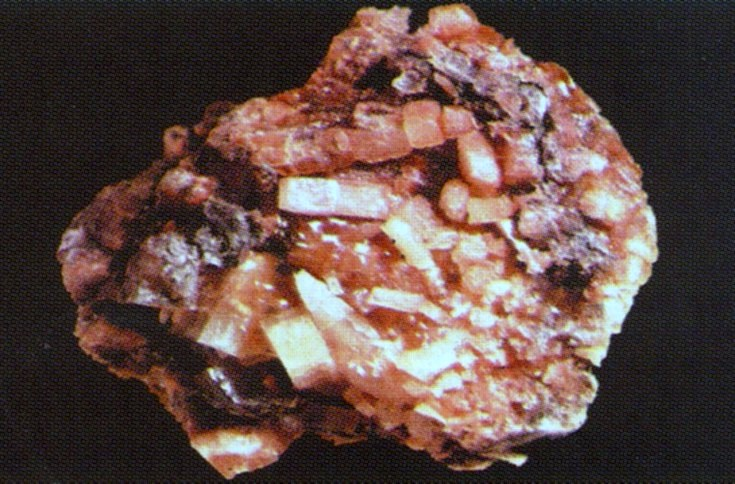
Ангідрит у Малій гірничій енциклопедії

Розрізняють ангідрит волокнистий — ангідрит у вигляді волокнистих агрегатів. Як домішки зустрічаються кварц, глиниста речовина, карбонати, галіт, орогенні сполуки. Дуже часто знаходиться у соляних родовищах у вигляді окремих кристалів, а також пластів та прожилків. Використовується для одержання в'яжучих, сірчаної кислоти, добрив, а також для плит внутрішнього облицювання. 

## Розповсюдження
Поширення: численні випадки по всьому світу. В Австрії, Тіроль, Зальцбург, Штирія. У Німеччині, в землі Саксонія-Анхальт, Нижня Саксонія, та в інших місцях. Дорогоцінні кристали відомі з Симплонського тунелю, Альпи, Вале, Швейцарія. В Італії, район Бокчеджано, Тоскана; на Везувії. Провінція Онтаріо, Канада. У США штати Вірджинія, Нью Мексико, Техас. Також штат Чіуауа, Мексика. Соляний хребет, провінція Пенджаб, Індія. На горі Пінатубо, Філіппіни. У Марокочі, Перу.
В Україні є на Донбасі, Передкарпатті та Українському щиті.

## Використання
Використовується для виробництва в'яжучих матеріалів (різних цементів); деякі відміни — як виробний камінь.

## Родовища
Великі родовища ангідриту є в Україні — на Донбасі та на Прикарпатті.